# Tungstita
La tungstita es la forma mineral del trióxido de tungsteno hidratado, cuya fórmula química es WO3·H2O. Su nombre alude a su elevado contenido de este metal, superior al 73%.
Se describió por primera vez en 1868, en ejemplares encontrados cerca de Trumbull (Connecticut) en la mina de tungsteno Hubbard en Long Hill, actualmente Old Mine Park Archeological Site.

## Propiedades
La tungstita es un mineral de color amarillo o verde amarillento que presenta un brillo terroso, apagado.
Tiene una densidad de 5,52 g/cm³.
Es blando —tiene una dureza 2,5 en la escala de Mohs— y cristaliza en el sistema ortorrómbico, clase dipiramidal.

## Morfología y formación

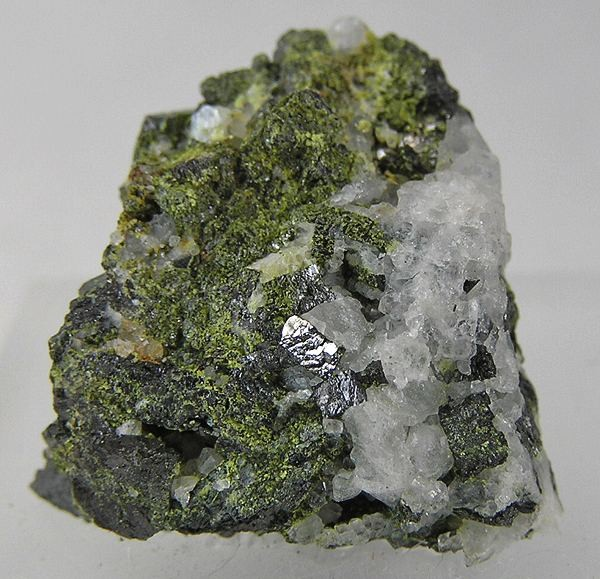
Tungsita y ferberita procedente de Pongo, provincia de Murillo (Bolivia)

La tungstita se presenta como una masa apagada de textura arcillosa sin afinidades cristalinas visibles. También puede presentarse en forma pulverulenta, en este caso formando una masa polvorienta suelta y poco coherente.
Es un mineral secundario procedente de la alteración de otros minerales, especialmente wolframita y ferberita, en depósitos hidrotermales que contengan tungsteno.
También puede formarse como producto de deshidratación de la hidrotungstita —óxido de tungsteno dihidratado (WO3·2H2O)—. 
Por ello, frecuentemente aparece asociado a hidrotungstita, ferritungstita, wolframita, ferberita o scheelita.

## Yacimientos
La localidad tipo de tungstita está situada en Monroe (Connecticut, EE. UU.).
También dentro de Estados Unidos, en California, hay depósitos de este mineral en las colinas Darwin (condado de Inyo) y en las montañas In-Ko-Pah, cerca de la frontera con México. 
En este último país se encuentran yacimientos en las localidades de Ures (Sonora) y Ensenada (Baja California).
Asimismo, son numerosos los depósitos existentes en Bolivia —provincias de Ayopaya, Inquisivi, Larecaja, Sud Yungas y Rafael Bustillo—. La mina de Calacalani (provincia de Cercado, Oruro), hoy agotada, llegó a producir 800 toneladas de tungstita e hidrotungstita durante la Primera Guerra Mundial.
Por su parte, en Argentina hay tungstita en la mina Los Cóndores, situada en Concarán (San Luis).